# Giovanni Bellocchio
Giovanni Bellocchio (Alessandria, 26 dicembre 1908 – Paridera de Arriba, 24 settembre 1937) è stato un militare italiano, decorato di Medaglia d'oro al valor militare alla memoria durante il corso della guerra di Spagna.

## Biografia
Nacque a Alessandria il 26 dicembre 1908, figlio di Agostino e Francesco Bigotti. Rinunciò al beneficio della ferma breve per arruolarsi nel Regio Esercito nel maggio 1928,  in qualità di musicante nella banda presidiarla del II Corpo d'armata in Alessandria. Promosso caporale musicante e divenuto capofanfara, nel luglio 1929 transita in servizio presso il 4º Reggimento alpini col grado di sergente trombettiere. Andato in congedo nel luglio 1930, si arruolò nella Milizia Volontaria Sicurezza Nazionale. Con lo scoppio della guerra civile spagnola, quale volontario, viene mandato in Spagna con il grado di primo caposquadra. Sbarcato a Cadice il 5 gennaio 1937, è assegnato al I Battaglione del 2º Reggimento della Brigata mista "Frecce Azzurre". Cade in combattimento a Paridera de Arriba, sulla trincea appena conquistata dai suoi soldati, il 24 settembre 1937. Il suo corpo fu tumulato nel Sacrario militare italiano di Saragozza.